# Harmon S. Conger

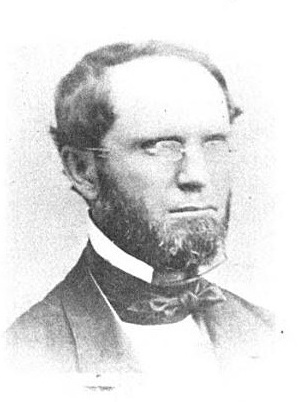
Harmon S. Conger

Harmon Sweatland Conger (* 9. April 1816 in Freeport, New York; † 22. Oktober 1882 in Janesville, Wisconsin) war ein US-amerikanischer Jurist und Politiker. Zwischen 1847 und 1851 vertrat er den Bundesstaat New York im US-Repräsentantenhaus.

## Werdegang
Harmon Sweatland Conger wurde während des Britisch-Amerikanischen Krieges im Cortland County geboren. Er besuchte 1833 die lokale Academy in Cortland. Dann studierte er Jura. Nach dem Erhalt seiner Zulassung als Anwalt 1844 begann er in Cortland zu praktizieren. Politisch gehörte er der Whig Party an. Zwischen 1840 und 1845 war er Redakteur und Eigentümer der Zeitung Cortland County Whig.
Bei den Kongresswahlen des Jahres 1846 wurde Conger im 25. Wahlbezirk von New York in das US-Repräsentantenhaus in Washington, D.C. gewählt, wo er am 4. März 1847 die Nachfolge von George O. Rathbun antrat. Er wurde einmal wiedergewählt und schied dann nach dem 3. März 1851 aus dem Kongress aus.
Nach seiner Kongresszeit ging er in Cortland wieder seiner Tätigkeit als Anwalt nach. 1855 zog er nach Janesville im Rock County. Er praktizierte dort weiter als Anwalt. 1870 wurde er zum Richter am Bezirksgericht gewählt. Zu jenem Zeitpunkt war der Bürgerkrieg ungefähr fünf Jahre zu Ende. Er wurde 1877 wiedergewählt und bekleidete den Posten bis zu seinem Tod. Er verstarb am 22. Oktober 1882 in Janesville und wurde dann auf dem Oak Hill Cemetery bestattet.